# Comuna de Włodowice
Włodowice (polaco: Gmina Włodowice) é uma gminy (comuna) na Polónia, na voivodia de Santa Cruz e no condado de Zawierciański. A sede do condado é a cidade de Włodowice.
De acordo com os censos de 2004, a comuna tem 5278 habitantes, com uma densidade 69,2 hab/km².

## Área
Estende-se por uma área de 76,29 km², incluindo:
- área agrícola: 57%
- área florestal: 32%

## Demografia
Dados de 30 de Junho 2004:
|                      | Total   | Total | Mulheres | Mulheres | Homens  | Homens |
| -------------------- | ------- | ----- | -------- | -------- | ------- | ------ |
|                      | pessoas | %     | pessoas  | %        | pessoas | %      |
| População            | 5278    | 100   | 2701     | 51,2     | 2577    | 48,8   |
| Densidade (pop./km²) | 69,2    | 100   | 35,4     | 35,4     | 33,8    | 33,8   |

De acordo com dados de 2002, o rendimento médio per capita ascendia a 1186,86 zł.